# Benjamín Vicuña
Benjamín Vicuña Luco (benxaˈmin biˈkunɲa lu.ko; Santiago del Cile, 29 novembre 1978) è un attore cileno.

## Biografia
Benjamín Vicuña nasce il 29 novembre 1978 a Santiago del Cile da Juan Pablo Vicuña Parot (1943-2022) e Isabel Luco Morandé. È il più piccolo dei quattro figli, gli altri sono: Juan Pablo, Carolina e María José. I suoi genitori si sono separati quando lui aveva 4 anni e la madre si è risposata con l'imprenditore Oussama Abu-Ghazaleh.

## Vita privata

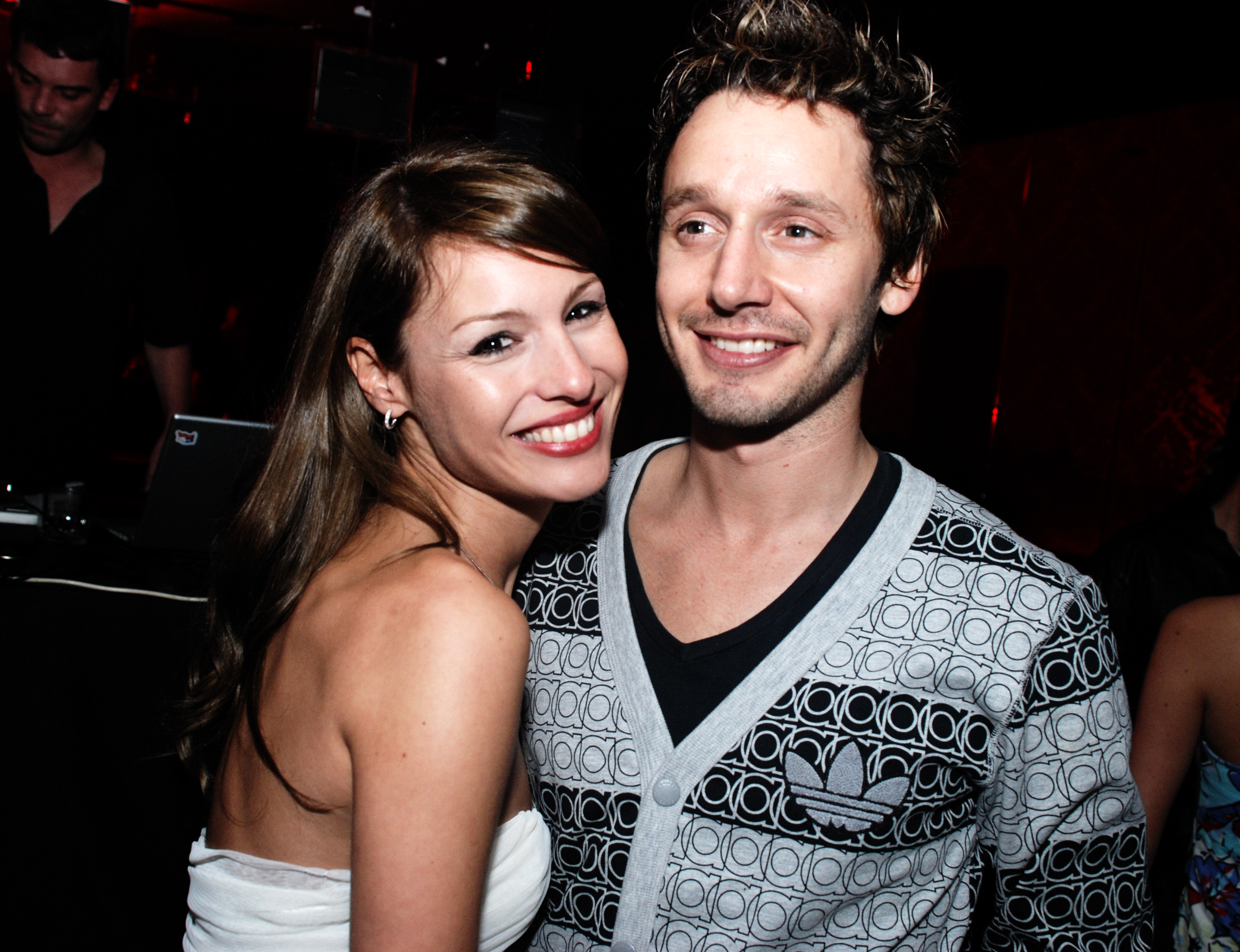
Carolina Ardohain e Benjamín Vicuña nel 2009

Da luglio 2005 al 2015 ha avuto una relazione con la conduttrice argentina Carolina Ardohain, con cui ha quattro figli: Blanca, nata il 16 maggio 2006 e scomparsa l'8 settembre 2012 a causa di un batterio fulminante contratto dopo un viaggio in Messico; Bautista, nato il 29 febbraio 2008, Beltrán, nato l'8 giugno 2012 e Benicio, nato il 12 ottobre 2014. Dal 2016 al 2021 è stato legato all'attrice argentina María Eugenia Suárez, da cui ha avuto due figli: Magnolia, nata il 7 febbraio 2018, e Amancio, nato il 29 luglio 2020.

## Filmografia

### Cinema
- Lucha social digital, regia di Boris Quercia – cortometraggio (2001)
- Paraíso B, regia di Nicolás Acuña (2002)
- XS, la peor talla, regia di Jorge López Sotomayor (2003)
- Promedio rojo, regia di Nicolás López (2004)
- Mujeres infieles, regia di Rodrigo Ortúzar (2004)
- El roto: Perjudícame cariño, regia di Alberto Daiber (2004)
- Las hormigas asesinas, regia di Alberto Fuguet – cortometraggio (2004)
- No me toques, regia di Mauro Bravo – cortometraggio (2004)
- Juego de verano, regia di Fernanda Aljaro e Matías Bize (2005)
- Se arrienda, regia di Alberto Fuguet (2005)
- Fuga, regia di Pablo Larraín (2006)
- Fuori menù (Fuera de carta), regia di Nacho G. Velilla (2008)
- Muñeca, cuestión de sexo, regia di Sebastián Arrau (2008)
- Grado 3, regia di Roberto Artiagoitia (2009)
- Súper, todo Chile adentro, regia di Fernanda Aljaro e Felipe del Río (2009)
- Dawson Isla 10, regia di Miguel Littín (2009)
- Drama, regia di Matías Lira (2010)
- El bosque de Karadima, regia di Matías Lira (2015)
- La memoria del agua, regia di Matías Bize (2015)
- Baires, regia di Marcelo Páez Cubells (2015)
- El hilo rojo, regia di Daniela Goggi (2016)
- Permitidos, regia di Ariel Winograd (2016)
- Los padecientes, regia di Nicolás Tuozzo (2017)
- Así habló el cambista, regia di Federico Veiroj (2019)
- Pacto de fuga, regia di David Albala (2020)
- Miénteme, regia di Sebastián Schindel (2022)
- Papá al rescate, regia di Marcos Carnevale (2023)
- Il cuore lo sa (Corazón delator), regia di Marcos Carnevale (2025)

### Televisione
- Vivir al día – miniserie TV (1998)
- Piel canela – serial TV, 69 episodi (2001)
- La vida es una lotería – serial TV, 1 episodio (2002)
- Purasangre – serial TV, 114 episodi (2002-2003)
- Pecadores – serial TV, 95 episodi (2003)
- Destinos cruzados – serial TV, 107 episodi (2004-2005)
- Los simuladores – serie TV, 20 episodi (2005-2010)
- Huaiquimán y Tolosa – serie TV, 24 episodi (2006-2008)
- Héroes – serie TV, 3 episodi (2007)
- Don Juan y su bella dama – serial TV, 242 episodi (2007-2008)
- Los hombres de Paco – serie TV, 13 episodi (2010)
- Herederos de una venganza – serial TV, 167 episodi (2011)
- Prófugos – serie TV, 26 episodi (2011-2013)
- Los archivos del cardenal – serie TV, 24 episodi (2011-2014)
- La dueña – serial TV, 32 episodi (2012)
- Farsantes – serial TV, 75 episodi (2011-2013)
- Sitiados – serial TV, 16 episodi (2015-2018)
- Entre canibales – serial TV, 60 episodi (2015)
- Por fin solos – serie TV, 24 episodi (2016)
- 2091 – serie TV, 12 episodi (2016-2017)
- Un diablo con ángel – serial TV, 70 episodi (2017)
- Cien días para enamorarse – serial TV, 6 episodi (2018)
- Vis a vis - Il prezzo del riscatto (Vis a vis) – serie TV, 8 episodi (2018-2019)
- Argentina, tierra de amor y venganza – serial TV, 199 episodi (2019)
- Berko: El arte de callar – seri TV, 4 episodi (2019)
- Inés dell'anima mia (Inés del alma mía) – serie TV, 5 episodi (2020)
- Demente – serial TV, 140 episodi (2021)
- Victoria, psicóloga vengadora – serie TV, 1 episodio (2021)
- Terapia di coppia... aperta (Terapia alternativa ) serial TV, 10 episodi (2021)
- El primero de nosotros – serial TV, 59 episodi (2022)
- La voz ausente – serie TV, 7 episodi (2024)
- Envidiosa - serie TV, 13 episodi (2024-2025)

## Videografia
- 2002 – Los Tetas - I Like
- 2022 – Pimpinela - Cuando lo veo
- 2023 – Pimpinela - Lloro

## Teatro
- Antígona (1998)
- Hechos consumados (1999)
- La gaviota (2000)
- Juegos a la hora de la siesta (2000)
- El naranjal (2001)
- Top Dogs (2001)
- El lugar común (2001)
- Cueca@ (2002)
- Sala de urgencia (2003)
- La mujer gallina (2003)
- Devuélveme el Rosario de mi madre (2003)
- Proof (2003)
- Splendid's (2004)
- Cocinando con Elvis (2005-2006)
- El amante (2007)
- La gran noche (2009)
- Festen, la celebración (2011)
- Los elegidos (2013)

## Riconoscimenti
- Premio APES
  - 2002 – Mejor actor principal - Televisión per Purasangre[17]
  - 2006 – Mejor actuación complementaria - Televisión per Huaiquimán y Tolosa[18]
- Premio Altazor de las Artes Nacionales
  - 2004 – Candidatura al mejor actor - Televisión per Pecadores
- Premio Martín Fierro
  - 2012 – Candidatura al mejor actor de unitario y/o miniserie per La dueña
  - 2013 – Candidatura al mejor actor de ficción diaria/telenovela per Farsante[19]
  - 2023 – Mejor actor protagonista de ficción per El primero de nosotros[20]
- Premio Martín Fierro de la Moda
  - 2023 – Actor con mejor estilo[21]
  - 2024 – Actor con mejor estilo en ficción per Envidiosa[22]
- Premio Martín Fierro Latino
  - 2024 – Labor actoral en tv y plataformas per Envidiosa[23]

## Doppiatori italiani
Nelle versioni in italiano delle opere in cui ha recitato, Benjamín Vicuña è stato doppiato da:
- Giorgio Perno in Vis a vis - Il prezzo del riscatto
- Simone D'Andrea in Inés dell'anima mia[24], Il cuore lo sa
- Gabriele Lopez in Envidiosa[25]